# Fritz Löhner-Beda
Pour les articles homonymes, voir Lohner (homonymie), Béda et Löwy.

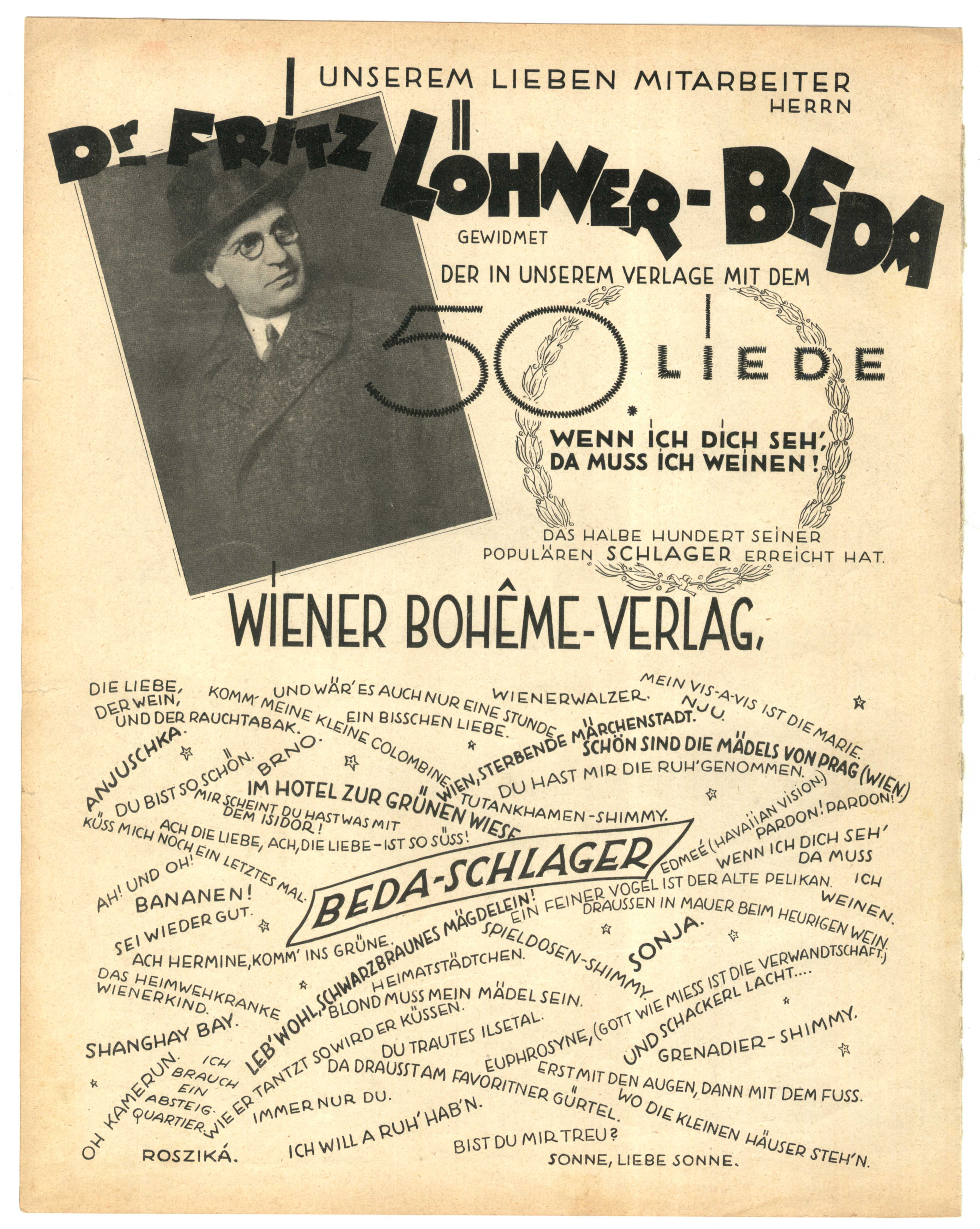
Verso d'une partition (A.M. Werau : "Wenn ich dich seh"), Wiener Boheme Verlag, Vienne 1923.

Fritz Löhner-Beda, de son vrai nom Bedřich Löwy (né le 24 juin 1883 à Ústí nad Orlicí, mort le 4 décembre 1942 à Monowitz-Buna) est un écrivain, parolier et librettiste autrichien.

## Biographie
En 1888, la famille d'origine juive Löwy s'installe à Vienne. En 1896, elle prend le nom de Löhner. Il étudie le droit à l'université de Vienne jusqu'au doctorat et travaille en 1908 dans un cabinet d'avocats. Il est un bon joueur de football et le premier président du SC Hakoah.
Il se consacre à la littérature en 1910. Sa passion est la « poésie légère ». Il écrit souvent le pseudonyme de Beda, l'abréviation de Bedřich, des satires, des sketchs, des poèmes et des paroles de chansons. En 1913, il rencontre Franz Lehár.
Au début de la Première Guerre mondiale, il écrit une chanson patriotique Rosa, wir fahr’n nach Lodz. Il entre dans l'armée autrichienne en 1918. Il gardera de la guerre un sentiment antimilitariste.
La même année, il épouse Anna Akselradi, avec qui il a eu un fils né en 1917 ; le couple se sépare en 1925. Löhner épouse peu après Helene Jellinek qui lui donne deux filles. Il lui dédie en 1932 Dein ist mein ganzes Herz et lui offre en 1932 la villa Felicitas ou villa Schratt à Bad Ischl.
Dans les années 1920, Löhner est l'un des paroliers et librettistes les demandés de Vienne. En 1927, il travaille pour l'humoriste Oscar Teller. Avec Ludwig Herzer comme coauteur, Franz Lehár comme compositeur et Richard Tauber comme interprète, il crée les opérettes Friederike, Das Land des Lächelns et Schön ist die Welt ainsi que, avec Paul Knepler comme auteur, Giuditta. Avec son ami Alfred Grünwald comme coauteur et Paul Abraham comme compositeur, il crée Viktoria und ihr Husar, Die Blume von Hawaii et Ball im Savoy.
Le 13 mars 1938, le lendemain de l'Anschluss, Fritz Löhner-Beda est arrêté et fait partie du Prominententransport qui part le 1er avril en direction du camp de concentration de Dachau. Le 23 septembre 1938, il est déporté à Buchenwald. Il écrit Das Buchenwaldlied que Hermann Leopoldi met en musique. Löhner espère en vain une intercession de Franz Lehár. Il n'y a aucune preuve que Lehár ait fait quelque chose.
En 1940, Löhner est inscrit dans le Lexikon der Juden in der Musik. Néanmoins, ses chansons et ses opérettes composées par Lehár sont toujours jouées sans que son nom soit mentionné.
Le 17 octobre 1942, Löhner-Beda est amené à Auschwitz. Alors qu'il est soumis à du travail forcé dans la Buna-Werke d'IG Farben, il écrit le Buna-Lied. Le 4 décembre 1942, un service d'inspection d'IG Farben comprenant parmi ses membres Walter Dürrfeld, Otto Ambros, Fritz ter Meer, Carl Krauch et Heinrich Bütefisch, le retire de l'usine car son état de santé ne lui permet plus d'être productif. Il est conduit à une chambre à gaz. L'un de ses bourreaux est probablement Josef Windeck. Cependant l'instruction judiciaire après la guerre n'est pas suffisante pour une condamnation.
Après l'arrestation de son mari, Helene Jellinek est expropriée. Elle et ses deux filles, Liselotte (née en 1927) et Eva Maria (née en 1929), sont arrêtées le 31 août 1942, déportées à Minsk et tuées à Maly Trostenets le 5 septembre 1942.

## Œuvre
Opérettes
- Der fromme Silvanus (1910, musique : Leo Ascher)
- Rampsenit (1910, musique : Leo Ascher)
- Das Salonfräulein (1910, musique : Leo Ascher)
- Die keusche Suzanne (1910, musique : Leo Ascher)
- Das verdeckte Gesicht (1912)
- Entente Cordiale (1912, UA.: Kabarett Fledermaus, Wien)
- So wird's gemacht (1913, avec Robert Blum, musique : Richard Haller)
- Der Sterngucker (1916, musique : Franz Lehár)
- Ich hab’ mein Herz in Heidelberg verloren (1927, avec Ernst Neubach et Bruno Hardt-Warden, musique : Fred Raymond)
- Friederike (1928, musique : Franz Lehár)
- Das Land des Lächelns (1929, musique : Franz Lehár)
- Viktoria und ihr Husar (1930 avec Alfred Grünwald, musique : Paul Abraham)
- Frühling im Wienerwald (1930, avec Fritz Lunzer, musique : Leo Ascher)
- Schön ist die Welt (1930, musique : Franz Lehár)
- Die Blume von Hawaii (1931 avec Alfred Grünwald, musique : Paul Abraham)
- Ball im Savoy (1932 avec Alfred Grünwald, musique : Paul Abraham)
- Rosen im Schnee (1932 avec Bruno Hardt-Warden, musique : Heinrich Strecker et Oskar Jascha)
- Die Katz` im Sack! (1933, musique : Michael Eisemann)
- Giuditta (1934 avec Paul Knepler, musique : Franz Lehár)
- Märchen im Grand-Hotel, (1934 avec Alfred Grünwald, musique : Paul Abraham)
- Der Prinz von Schiras, (1934 avec Ludwig Herzer, musique : Joseph Beer)
- Dschainah, das Mädchen aus dem Tanzhaus (1935 avec Alfred Grünwald, musique : Paul Abraham)
- Auf der grünen Wiese (1936 avec Hugo Wiener d'après Vladimír Tolarski, musique : Jara Beneš)
- Die polnische Hochzeit (1937 avec Alfred Grünwald, musique : Joseph Beer)

Filmographie
- 1920 : Lasset die Kleinen zu mir kommen …!, réalisé par Max Neufeld